# Archaeoparadoxia weltoni
Archaeoparadoxia weltoni è un mammifero marino estinto, appartenente ai desmostili. Visse nell'Oligocene superiore (circa 24 milioni di anni fa) e i suoi resti fossili sono stati ritrovati in Nordamerica.

## Descrizione
Questo animale doveva assomigliare vagamente a un piccolo ippopotamo dalle zampe palmate, dalle zanne sporgenti in avanti e leggermente divergenti. Archaeoparadoxia era più piccolo di animali simili quali Paleoparadoxia e Neoparadoxia, ma le sue caratteristiche erano già paragonabili a quelle delle forme successive. Rispetto ad altri desmostili arcaici, l'omero di Archaeoparadoxia era meno ricurvo. La testa dell'omero era ovale e leggermente convessa nella parte distale, simile a quello di Paleoparadoxia. Il tubercolo maggiore dell'omero era più ampio rispetto a quello di Behemotops, ma più snello di quello di Neoparadoxia. L'epicondilo era più sviluppato di quello di Ashoroa, mentre la troclea era più piccola di quella presente in Paleoparadoxia. Il femore, come quello di Paleoparadoxia e di Neoparadoxia, era dotato di una diafisi piatta.

## Classificazione
Archaeoparadoxia è un tipico rappresentante dei desmostili, un gruppo di mammiferi dalle relazioni filogenetiche tuttora enigmatiche, dalle abitudini acquatiche. Archaeoparadoxia, in particolare, è il più antico rappresentante della famiglia Paleoparadoxiidae, comprendente forme dalle fauci specializzate e dalle ossa particolarmente dense. 
I primi fossili di Archaeoparadoxia vennero scoperti nella formazione di Skooner Gulch nella zona di Point Arena nella California settentrionale, e inizialmente furono descritti da J. M. Clark nel 1991 come una nuova specie del genere Paleoparadoxia (P. weltoni). Successivamente Barnes riconobbe alcune caratteristiche distintive, tali da portare all'istituzione di un nuovo genere. 